# Paragnetina
Paragnetina is een geslacht van steenvliegen uit de familie borstelsteenvliegen (Perlidae). De wetenschappelijke naam van het geslacht is voor het eerst geldig gepubliceerd in 1907 door Klapálek.

## Soorten
Paragnetina omvat de volgende soorten:
- Paragnetina acutistyla Wu, 1973
- Paragnetina chinensis (Klapálek, 1912)
- Paragnetina esquiroli Navás, 1926
- Paragnetina excavata Klapálek, 1921
- Paragnetina flavotincta (McLachlan, 1872)
- Paragnetina fumosa (Banks, 1902)
- Paragnetina hummelina (Navás, 1936)
- Paragnetina ichusa Stark & Szczytko, 1981
- Paragnetina immarginata (Say, 1823)
- Paragnetina indentata Wu & Claassen, 1934
- Paragnetina insignis Banks, 1939
- Paragnetina japonica (Okamoto, 1912)
- Paragnetina kansensis (Banks, 1905)
- Paragnetina lacrimosa Klapálek, 1921
- Paragnetina ledoensis Stark & Szczytko, 1981
- Paragnetina media (Walker, 1852)
- Paragnetina minor (Klapálek, 1913)
- Paragnetina neimongolica Yang & Yang, 1996
- Paragnetina ochrocephala Klapálek, 1921
- Paragnetina pieli Navás, 1933
- Paragnetina planidorsa (Klapálek, 1913)
- Paragnetina schenklingi Klapálek, 1921
- Paragnetina suzukii (Okamoto, 1912)
- Paragnetina tinctipennis (McLachlan, 1875)
- Paragnetina transoxanica (Klapálek, 1921)
- Paragnetina transversa (Wu, 1962)